# Adenia viridiflora
Adenia viridiflora là một loài thực vật có hoa trong họ Lạc tiên. Loài này được Craib mô tả khoa học đầu tiên năm 1914.